# Hypleurochilus
Hypleurochilus es un género de peces perteneciente a la familia Blenniidae. Se encuentran en el Océano Atlántico. El género fue descrito inicialmente por Girar en 1858.

## Especies
En este género se han reconocido las siguientes especies:
- Hypleurochilus aequipinnis (Günther, 1861) (Oyster blenny)
- Hypleurochilus bananensis (Poll, 1959)
- Hypleurochilus bermudensis Beebe & Tee-Van, 1933 (Barred blenny)
- Hypleurochilus brasil Pinheiro, Gasparini & Rangel, 2013[2]
- Hypleurochilus caudovittatus Bath, 1994 (Zebratail blenny)
- Hypleurochilus fissicornis (Quoy & Gaimard, 1824)
- Hypleurochilus geminatus (W. W. Wood, 1825) (Crested blenny)
- Hypleurochilus langi (Fowler, 1923)
- Hypleurochilus multifilis (Girard, 1858) (Featherduster blenny)
- Hypleurochilus pseudoaequipinnis Bath, 1994
- Hypleurochilus springeri J. E. Randall, 1966 (Orange-spotted blenny)